# Угольський
Угольський (рос. Угольский) — хутір у Алексєєвському районі Волгоградської області Російської Федерації.
Населення становить 87 осіб. Входить до складу муніципального утворення Стеженське сільське поселення.

## Історія
Хутір розташований у межах українського історичного та культурного регіону Жовтий Клин.
Згідно із законом від 31 грудня 2004 року № 988-ОД органом місцевого самоврядування є Стеженське сільське поселення.

## Населення
| 2010 | 2015 |
| ---- | ---- |
| 46   | ↗87  |